# آی‌ان‌اس کلکته
آی‌ان‌اس کلکته (به انگلیسی: INS Kolkata) یک کشتی است که طول آن 163 meters می‌باشد. این کشتی در سال ۲۰۰۶ ساخته شد.